# The Man of Destiny
The Man of Destiny è un cortometraggio muto del 1914 diretto da Walter Edwin. Prodotto dalla Edison con una sceneggiatura di Preston Kendall, il film aveva come interpreti Charles Sutton (nel ruolo di Napoleone Bonaparte), Marc McDermott, Mary Fuller, Harry Beaumont.

## Trama
Monsieur Laporte lasciò scritto nel suo testamento che, ogni anno, sei dei suoi più cari amici avrebbero dovuto partecipare a una cena che si sarebbe dovuta tenere finché dei sei ne fosse sopravvissuto solo uno. Cinque dei partecipanti erano aristocratici, potenti ed eleganti; il sesto, un oscuro luogotenente d'artiglieria di nome Napoleone Bonaparte che stonava in quel raffinato consesso che lo snobbava, ma che era costretto a sopportare la sua presenza all'annuale cena voluta da Laporte. Il rapporto tra le due anime del convegno si inasprì quando Bonaparte osò posare gli occhi sulla bella Cecilie de Cloche Forêt. E peggiorarono quando Bonaparte, dopo essersi scontrato in duello con l'amante di Cecilie, il conte de Passy, disarmò il giovane rivale, regalandogli la vita.

Nel frattempo, però, nubi nere si addensavano sui cieli di Francia. Scoppiò la rivoluzione e tutto cambiò. Dei vecchi ospiti di monsieur Laporte non restavano ormai vivi che il conte de Passy, ora ridotto a fare lo spazzino, e Bonaparte, diventato imperatore di Francia e padrone d'Europa. François, già servitore alla famosa cena, era ora uno dei generali più fidati di Napoleone.

Credendo di essere l'unico sopravvissuto, Napoleone decise comunque di visitare la locanda la sera in cui cadeva l'anniversario dell'annuale incontro voluto da monsieur Laporte. Intanto il conte de Passy, nei bassifondi parigini, sentiva di un complotto borbonico per assassinare l'imperatore dopo il suo arrivo alla locanda.

Affrettatosi per arrivare in tempo a sventare la congiura, de Passy riuscì a costringere uno dei cospiratori a prendere il posto dell'imperatore e incontrare la morte al posto suo. Mentre le guardie portavano via l'altro congiurato, il conte si fece riconoscere dal suo vecchio nemico. Grato, l'imperatore, sopraffatto dai ricordi, chiese a François di riprendere per quella sera il compito di servitore mentre lui e de Passy si siedevano ai loro vecchi posti, bevendo alla salute di monsieur Laporte.

## Produzione
Il film fu prodotto dalla Edison Company.

## Distribuzione
Distribuito dalla General Film Company, il film - un cortometraggio in una bobina - uscì nelle sale cinematografiche statunitensi il 7 febbraio 1914.